# Mesochorus similis
Mesochorus similis är en stekelart som beskrevs av Schwenke 2002. Mesochorus similis ingår i släktet Mesochorus och familjen brokparasitsteklar. Inga underarter finns listade i Catalogue of Life.